# Masaru Nagaoka
Pour les articles homonymes, voir Nagaoka (homonymie).
Masaru Nagaoka (長岡 勝, Nagaoka Masaru, né le 6 août 1962) est un ancien sauteur à ski japonais.

## Palmarès

### Jeux Olympiques
| Épreuve / Édition | Sarajevo 1984 | Calgary 1988 |
| Petit Tremplin    | 22e           | 25e          |
| Grand Tremplin    | 43e           | 48e          |
| Par Equipes       |               | 11e          |

### Coupe du Monde
- Meilleur classement final: 37e en 1987.
- Meilleur résultat: 8e.